# Сандрен, Пьер
Пьер Сандре́н (фр. Pierre Sandrin; настоящее имя Пьер Реньо, Pierre Regnault; около 1490, Париж — около 1561, Италия) — французский композитор, мастер парижской шансон.

## Очерк биографии и творчества
Биографические данные фрагментарны. В 1517 года певчий в капелле Луизы Савойской. С конца 1530-х годов на протяжении оставшейся жизни исполнял обязанности певчего в Королевской капелле Парижа. В 1547 первым был удостоен почётного титула «композитор Королевской капеллы» (фр. compositeur de musique de la chapelle du Roy; такой же чести были позднее удостоены только два парижских музыканта — Пьер Сертон и Клеман Жанекен). Предположительно был хорошо знаком с Клоденом де Сермизи. Работал в Италии (в Сиене в 1554, в Риме в 1561 и, возможно, в другие годы) при дворе известного покровителя искусств, кардинала Ипполито II д’Эсте.
Творческое наследие Сандрена — шансон классического, так называемого парижского, типа (всего около 50). Большинству из них свойственно четырёхголосие полифонического склада, выдержанное в моноритмической («старогомофонной») фактуре, с небольшим количеством имитаций. Рельефность верхнего голоса иногда позволяет представлять его в исполнительских реконструкциях как полноценную мелодию. Такова меланхоличная песня «Doulce mémoire» («Сладкое воспоминание»), которая стала шлягером европейского масштаба уже при жизни Сандрена.
В ряде шансон композитор использует попеременно бинарную и тернарную мензуры, что приводит к неожиданным для слуха сдвигам ритмических акцентов на небольшом временно́м промежутке, как в «Réveillez vous, mes damoyselles» и «En reveillant les damoiselles». В поздних произведениях проступают черты, обязанные его итальянским впечатлениям. Так, «Puisque vivre en servitude» написана в стилистике фроттолы, а «Amour si haut» выдаёт попытку (не слишком убедительную) экспериментировать с гармонией на итальянский «хроматический» манер.

## Рецепция
О популярности Сандрена свидетельствует Франсуа Рабле в прологе к Четвёртой книге (напечатана в 1552) романа «Гаргантюа и Пантагрюэль». В анекдоте о просеке, который Приап рассказывает Юпитеру, он включён во второй (позднейший) список прославленных композиторов (наряду с А. Виллартом, Н. Гомбертом, Ф. Вердело, К. де Сермизи), распевающих хором непристойные стишки.
Рецепция песни «Doulce mémoire» вышла далеко за пределы Франции. Во 2-й половине XVI и в 1-й трети XVII веков её многократно перепечатывали, обрабатывали для вокального ансамбля (двухголосный канон П. де Маншикура, магнификат I тона Климента-не-Папы), для лютни (Г. Нейзидлер, А. да Рипа) и клавишных инструментов (Эрнандо де Кабесон), инструментального ансамбля (ричеркары Диего Ортиса); многие обработки анонимны. Пьер Сертон, работавший в том же стиле, что Сандрен и Сермизи, написал как своеобразную вариацию на «Doulce mémoire» свою шансон «Finy le bien». Полномасштабные мессы-пародии на материале песни создали Киприан де Роре и Орландо Лассо.
Издание всех сохранившихся сочинений Сандрена осуществил Альберт Си в серии «Corpus mensurabilis musicae», vol. 47 (1968).